# Ponta

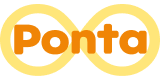
Ponta

Ponta는 미쓰비시상사의 계열사인 로열티 마케팅(일본어: ロイヤリティ マーケティング, 영어: Loyalty Marketing)이 발행, 운용, 관리하는 포인트 프로그램 및 관련 서비스의 브랜드 명칭이다.